# Avraam Garkavi
Avraam Jakovlevič Garkavi (Novogrudok, 1835 – Pietrogrado, 1919) è stato un orientalista russo.
Nel 1877 divenne bibliotecario della Biblioteca Imperiale di Pietroburgo; in questa veste favorì lo studio del semitismo e pubblicò testi inediti.